# Бабицкий, Моисей Ильич
Бабицкий Моисей Ерлиевич (род. 11 декабря 1886, деревня Новинки, Василивичская волость, Речицкий уезд, Минская губерния — 1965) — советский архитектор-конструктивист. По проектам Бабицкого были построены: электрическая станция Трехгорной мануфактуры (1925—1928), жилой дом на улице Маросейка в Москве и другие объекты.

## Биография
Родился в семье Речицкого мещанина иудейского вероисповедания (в советское время указывал, что отец был ремесленником/служащим) .
С детства М. И. Бабицкий занимался музыкой. Обучался в Минском 4-х классном городском училище, где, помимо прочего, увлекаясь рисованием, обнаружил художественные наклонности и в 1904 году участвовал в выставке Общества любителей Изящных Искусств города Минска.
По окончании городского училища в 1904 г. уехал в Варшаву, где в 1905 г. поступил в Техническое училище Вавельберга и Ротванда. Проучившись там неполный год, из-за участия в забастовках студентов (был секретарем всех сходок), в 1905 г. был вынужден уйти из училища и уехать из Варшавы в Одессу для продолжения образования, где, успешно выдержав экзамены, поступил на архитектурное отделение «Художественного училища Одесскаго Общества Изящныхъ Искусствъ Имени Великаго Князя Владiмира Александровича» .
Окончил последнее в 1910 г. по первому разряду с отличием и с особым дипломом, дающим право преподавания рисования, чистописания и черчения в средних учебных заведениях, а также право поступления в Высшее художественное училище при Императорской Академии Художеств. Одновременно получил второй диплом техника по своей специальности.
Получив звание техника-архитектора М. И. Бабицкий начал свою практическую работу по проектированию и строительству, проведя ряд работ под руководством одесских архитекторов Минкуса, Троупянского, Линецкого и др. К этому периоду относятся постройки: здания табачной фабрики Попова на Тираспольской и Малой Арнаутской улицах, банк, ряд доходных жилых домов в городах Одесса и Замостье.
Одновременно с работой в Одессе М. И. Бабицкий готовился к поступлению в Высшее художественное училище при Императорской Академии Художеств в Санкт-Петербурге, куда был зачислен в 1913 году, выдержав конкурсные испытания, на Архитектурное отделение, где обучался до 1918 г. и окончил научные курсы, получив зачеты, по следующим дисциплинам: история искусств, Русское искусство, аналитическая геометрия, высшая математика, технология, химия, минералогия, строительная механика, строительное искусство, статика сооружений, испытание материалов и некоторые другие.
С первого года обучения в Академии М. И. Бабицкий, одновременно с учёбой, стал постоянным помощником академика архитектуры А. И. Таманова (Таманяна) и беспрерывно трудился в качестве сотрудника в бюро Академии Архитектуры последнего до 1917 г., где принимал ближайшее участие в работах по строительству дома по заказу князя С. А. Щербатого на Новинском бульваре в Москве, поселка и санатория близ Прозоровского и по ряду работ в Петрограде.
3 марта 1916 г. у М. И. Бабицкого и его жены рождается сын Теодор, который в 1939 году блестяще заканчивает 1-й Медицинский Университет в Москве по специальности Хирургия, призывается в армию в этом же году. В июле-августе 1941 года пропал без вести в боях под Старой Руссой. По свидетельству очевидцев, в госпиталь, где оперировал Теодор Моисеевич Бабицкий, попала бомба при авианалете. У Теодора осталась жена Тамара Леонидовна Бабицкая, известная впоследствии врач-гастроэнтеролог, и сын, Бабицкий Эрнест Теодорович, впоследствии профессор Механико-математического факультета МГУ им. Ломоносова и МАДИ, который был так же прекрасным художником, ювелиром, свободно говорил на 4 иностранных языках.
Жена М. И. Бабицкого — Гутенмахер Малка Фишелевна (Мария Федоровна), родная сестра Регины Федоровны Лазаревой (Регины Фишелевны Гутенмахер), известной российской и советской певицы, артистки Московского театра Оперетты и Леонида Федоровича Лазарева, известного театрального деятеля.
Уже с 1916 г. М. И. Бабицкий начал осуществлять свои первые самостоятельные работы в Петрограде. Из них самые крупные: дом Щукина и Браиловского с небольшим театром и кафе (выстроен вчерне и проведена отделка); на закрытом конкурсе на проект архитектурной части номерного завода для Первого русского акционерного общества ружейных и пулемётных заводов в Коврове Владимирской губернии (ныне Завод им. Дягтерева) был принят проект, представленный М. И. Бабицким, и, при его авторском надзоре, осуществлен строительством, строительство вела Петроградская строительная фирма инженера Квиля Исидора Николаевича; так же проведен ряд восстановительных работ.
После Октябрьской революции в начале 1918 г. из-за продовольственных затруднений М. И. Бабицкий был вынужден отправить жену с маленьким сыном к родителям в г. Минск, куда через некоторое время уехал и сам. Пробыв в г. Минск до конца 1920 года, М. И. Бабицкий занимался педагогической работой: преподавал в Политехническом институте Белоруссии историю архитектуры, проектирование и строительное искусство, а также рисование в реальном училище. Одновременно в 1919 г. был назначен председателем Комсоора Белоруссии (Комитет государственных сооружений Белоруссии при Совете Народного Хозяйства БССР), где провел много строительных работ, важнейшие из которых: постройка топливной 10-км ветки Минск — Цна, постройка бараков, бань, столовых, пропускников для беженцев и военнопленных поляков. Восстановил разрушенный немцами и белополяками большой железнодорожный мост через р. Неман на ст. Столбцы. За проведенную работу в условиях военного времени и окончании её раньше срока получил от Белорусского правительства наградные в виде продуктов, обеспечивших существование семьи (мать, 3 сестры, жена и ребёнок) на год. Пережил ряд эвакуаций во время борьбы красных с белополяками, но неизменно возвращался на свой пост.
В 1920 году, после выхода декрета о том, что не окончившие высшие учебные заведения студенты должны быть освобождены от занимаемых должностей, для окончания своего обучения вернулся в Петроград. С целью пополнения своего архитектурно-художественного образования инженерными науками поступил на Архитектурное отделение 2-го Петроградского Политехнического Института в мастерскую проф. Л. Н. Бенуа, где дополнительно к курсу Академии Художеств М. И. Бабицкий сдал зачеты по ряду инженерных наук, не проходившихся в Академии, такие как геодезия, железобетон, сельскохозяйственная архитектура, пути сообщения, расчетам ферм, устойчивости сводчатых сооружений и центрального отопления, и других. В 1921 г. М. И. Бабицкий окончил курс обучения со званием инженера-архитектора выполнив специальный дипломный проект на тему «Крематорий с тремя залами».
По окончании Института М. И. Бабицкий первое время работал по охране памятников искусства и старины в Петрограде.
В 1923 г. М. И. Бабицкий переехал в Москву на постоянное местожительство, где и начал свою деятельность в качестве архитектора по проектированию и руководству строительством в организации «Лесострой» реорганизованной вскоре в «Госпромстрой» до 1926 г.
За это время М. И. Бабицким спроектировано и под его непосредственным руководством на стройке осуществлены следующие проекты:
1. На Дедовской мануфактуре около Москвы, ст. Гучково Виндавской железной дороги (ныне Рижское направление московской ж.д.) ряд рабочих домов, школа, пожарное депо, большая каменная конюшня. 1923—1924 гг.
2. Там же РЖСКТ (рабочий жилищно строительный кооператив транспортников) по проекту М. И. Бабицкого построен рабочий поселок. 1924 г.
3. На текстильной фабрике в Яхроме и ряде других, принадлежавших бывшему Хлопчато-Бумажному Тресту, проектировал и построил ряд рабочих жилых домов. 1925 г.
4. Спроектировал и построил прачечную для г. Серпухов. 1925 г.
5. Спроектировал и наблюдал за строительством электростанции с водомерной башней и ряда цехов для Трехгорной мануфактуры на берегу Москвы-реки. 1926—1929 гг.[1]

С 1926 г. по 1933 г. М. И. Бабицкий работал в «Текстильстрое», он же по реорганизации «Госпроектстрой», «Промстройпроект», а также «Заводстрое», где прошёл все стадии выдвиженчества от проектировщика до главного архитектора Московской конторы Госпроектстроя 2. За это время строительства первой пятилетки М. И. Бабицким проведены ряд ответственейших работ по фабрично-заводскому и по гражданскому и культстроительству:
- Постройка клуба с залом на 1100 человек на Павло-Покровской фабрике (проект и надзор) 1926—1929 гг.
- Проекты фасадов и постройка цехов и реконструкция Камвольно-прядильной фабрики им. Калинина в Москве на Даниловке (по планам проф. Л. А. Серка). 1926—1929 гг.
- В период работы в Текстильстрое, помимо работы над своими личными проектами и наблюдением за их строительством, М. И. Бабицкий руководил разработкой рабочих чертежей и осуществлял архитектурный надзор на строительстве ряда клубов, построенных Текстильстроем по проектам других архитекторов в 1925—1927 гг.:
- Дом Конторы Текстильстроя на Б. Спасоглинищевском переулке д.8 (проект совместно с архитектором А. Кроловым (Крыловым), постройка Текстильстроя).
- Надстройка 2-ух этажей дома бывш. Всесоюзного Текстильного синдиката на Варварке в Москве (проект и надзор). 1930 г.
- 4-х этажный 4-х секционный дом для рабочих Ростокинской фабрики. 1930 г.
- Проект 3-х этажного здания конторы ткацкой фабрики им. Калинина в Кунцеве. 1931 г.
- Дом РЖСКТ для сотрудников Заводстроя (проект совместно с архитектором З. М. Розенфельдом) в Петроверигском переулке в Москве (ул. Маросейка д. 10\1 стр. 3) 1931 г.
- Проект и надзор по строительству Дома Специалистов В. А. О. (Всесоюзного Авиационного Объединения) на Патриарших прудах, дом с барельефами (Малый Патриарший переулок 5 с. 1). 1932 г.
- Оформление вчерне выстроенной типографии ЖУРГАЗ объединения в 1-м Самотечном переулке 17 (архитектор Эль Лисицкий). 1932 г.
- Внутреннее оформление интерьеров перестроенного театра «Колизей» для ВЦСПС (ныне театр «Современник»). 1932 г.
- Проект клуба с залом на 500 мест в Марьиной Роще, в Москве. 1935
- Проекты и надзор за строительством ряда насосных станций Государственного Мытищинского Водопровода. 1935 г.

С 1933 г. по февраль 1936 г. состоял сотрудником архитектурной мастерской при Управлении Строительством Гостиницы и 2-го Дома Советовпри СНК-СССР в должности Зам. Руководителя Мастерской по архитектурно технической части.
Кроме того М. И. Бабицкий периодически принимал участие в открытых конкурсах, объявлявшихся Архитектурными обществами:
- Конкурсный проект театра с залом на 3500 мест для железнодорожников г. Днепропетровска (бывш. Екатеринослав) (совместно с архитектором Г. В. Гориневским и инженером Ишхановым), премирован, присуждена 1-я рекомендация к приобретению. 1930 г.
- Конкурсный проект здания ЦИНСа (Центральный научно-исследовательский институт сахарной промышленности) на Миусской площади в г. Москва (совместно с архитектором В. В. Лебедевым), премирован. 1934 г.
- Конкурсный проект здания Центросоюза в г. Москва (совместно с архитектором А. В. Розенбергом), премирован. 1932 г.
- Конкурсный проект здания больницы на 400 коек для г. Харькова (совместно с архитектором А. В. Розенбергом), рекомендован к приобретению. 1932 г.
- Конкурсный проект гаража на 400 машин с конторой и гостиницей для Автодора (совместно с архитектором В. В. Лебедевым), премирован. 1934 г.; и др.

Кроме указанных работ, принимал участие в различных комиссиях, в частности в Правительственной комиссии по выбору места для соцгородка в г. Магнитогорск, где заложил строения первой улицы; в комиссиях по выпуску типовых проектов ИННОРСа (Институт норм и стандартов строительной промышленности) — бани, прачечные, столовые, клубы, за эту работу был неоднократно премирован. Участвовал в Научно Исследовательских Советах в качестве эксперта.
С февраля 1936 г. М. И. Бабицкий начал свою деятельность в качестве старшего архитектора в Архитектурно-проектной мастерской ВЦСПС, в сентябре 1939 года назначен главным архитектором, проработав в этой организации более 20 лет, выйдя на пенсию в ноябре 1956 г. В этой должности М. И. Бабицкий занимался созданием и строительством типовых и уникальных проектов клубов, жилых домов, домов отдыха, курортов и др.
Жил в Москве по адресу: Моховая улица, дом 2. кв. 6. Умер в 1965 году. Урна с прахом в колумбарии Донского кладбища.

## Основные объекты
Основные объекты, исполненные М. И. Бабицким за время его работы в Архитектурно-проектной мастерской ВЦСПС:
1. Дом отдыха на 100 чел. в Хотьково близ Москвы для ЦК Союза Желдорцентра, построен. 1936 г.
2. Этот же проект был дублирован (здания спального корпуса, столовой, помещений для обслуживающего персонала, гаража) на заводе цветных металлов в Кольчугино, Ивановской области, для ЦК Союза цветной металлургии, построен. 1936 г.
3. Типовой проект дома отдыха на 200 чел. для ВЦСПС. 1936 г.
4. Проект санатория на 160 чел для нервных больных в г. Ялта. 1937 г.
5. Ресторан и гостиница для туристов на Ай-Петри, п-ов Крым. 1937 г.
6. Санаторий на 200 чел. «Чам-Адач» близ Ялты, п-ов Крым. 1937 г.
7. Проект и надзор за строительством 1-й очереди 6-ти этажного (+ 1 этаж нежилой) дома для газеты (издательства) «Известия» на Дорогомиловской набережной в Москве (ныне наб. Тараса Шевченко 7, настоящий адрес Кутузовский проспект 1/7), построен. 1939 −1940 гг. «Вставить хорошее фото»
8. Было начато строительство 2-й очереди вышеуказанного дома, но законсервировано в связи с началом Великой Отечественной войны, возобновлено и закончено после ВОВ.
9. Проект типовой столовой для ЦУДОС ВЦСПС на 300 человек. 1939 г.
10. Заказной конкурсный проект сборно-разборной дачи для туристической базы (закрытый конкурс туристического объединения ВЦСПС), 1-я премия. 1939 г.
11. Проект и осуществление надстройки 2-х этажей над корпусом и интерьерных работ в Дворце Труда ВЦСПС (здание ВЦСПС) на Калужском шоссе д. 66 в Москве (ныне Ленинский проспект 42, к. 1-5). 1939—1940 гг. «фотография здания ВЦСПС»
12. Проект оформления мраморного зала и ряда помещений для президиума ВЦСПС во Дворце Труда, выполнено. 1940 г.
13. Проект кабинета для «Н. М. Шверника» во Дворце Труда ВЦСПС, выполнено. 1940 г.
14. Проект курорта на 1000 человек в Дарасуне, Читинской области, построено. 1940—1941 гг.
15. Типовой проект дома отдыха на 200 чел с типовыми спортплощадкой и футбольным полем дл ВЦСПС.
16. Проект реконструкции санатория № 21 на 300 чел. в Ессентуках, осуществлено. 1945 г. (сдан 1949 г.). «фотография санатория»
17. Проект санатория на 200 человек для ЦК Союза «Леса и Сплава» в г. Алушта, построен. 1946 г.
18. Проект санатория на 200 человек для ЦК Союза Железнодорожников Центра в г. Алушта, построен. 1946 г.
19. Проект реконструкции санатория на 400 человек для ЦК Союза работников Авиапромышленности в г. Алушта, построен. 1946 г.
20. Конкурсный проект типового Горсовета, премирован. 1946 г.
21. Проект реконструкции санатория ВЦСПС «Востряково», въезд и корпус, построен в 1950 г. 1947 г.
22. Проект реконструкции дачи А. И. Хачатуряна для Музфонда. 1947 г.
23. Внутренняя отделка редакции газеты «Труд» на ул. Горького в Москве, бывший Конторский дом Сытина «ссылка на wiki» (ныне ул. Тверская д. 18, Москва), выполнено. 1948—1950 гг.
24. Проект 2-х туберкулезных санаториев открытого и закрытого типа на 300 в г. Бердск, Новосибирской области для ЦУКС ВЦСПС, построены. 1948—1949 гг.
25. Проект 2-х домов отдыха на 100 чел для ЦК Союза Речников и ЦК Союза Сельхозмашиностроения, комплекс, построено. 1949 г.
26. Пристройка 3-х пятиэтажных корпусов Дворца Труда ВЦСПС, построено. 1950 г.
27. Малый Зал Президиума ВЦСПС на 30 чел. в ценных породах дерева, осуществлено. 1950 г.
28. Наружное и внутреннее оформление по реконструкции санатория ЦК Союза Автотракторной промышленности в г. Кисловодск, осуществлено. 1950 г.
29. Пионер-лагерь на 170 детей для министерства Автотракторной промышленности в Полушкино, Московской области, построен. Проект вышел на 1-е место в Московской области, где по данному проекту построено более 4-х аналогичных детских лагеря. 1950 г.
30. Проект дома отдыха на 150 чел. в Вадул-луй-Водэ, Молдавская ССР, построен. 1950 г.
31. Поликлиника ВЦСПС в доме по 5-му Донскому проезду в г. Москва (нынешний адрес Ленинский пр-т 37), построена. 1956 г.

А так же целый ряд курортов, санаториев, домов отдыха, спортивных сооружений, детских лагерей, складов, гаражей, хозяйственных и других построек по всему СССР, в частности в Москве, Алуште, Ивантеевке, Читинской и Новосибирской областях, Павло-Посаде, Канске, Барановичах, Пушкине и других городах и населенных пунктах.

#### Другие работы
Помимо основной деятельности, М. И. Бабицкий преподавал на архитектурном факультете Московского Архитектурного Института в должности доцента в течение 5 лет с 1931 г. по 1936 г.; принимал активное участие в общественной работе учреждений, где трудился. Так в Текстильстрое 2 года преподавал строительное искусство на курсах по повышению квалификации техников и передавал свои знания работавшей с ним молодежи; в течение многих лет был членом месткома и членом редколлегии по месту работы; состоял председателем производственной комиссии в 1927 г.; выдвигался в Райсовет и Моссовет; неоднократно выбирался уполномоченным по Союзу Советских Архитекторов, состоял членом Правления Архфонда Союза Советских Архитекторов и членом социально-бытовой комиссии г. Москва.
М. И. Бабицкий много работал в области графики (рисунок, акварель, масло, карикатура), его работы неоднократно экспонировались как до революции, так и после на отчетных выставках в доме архитектора. «вставить примеры лучших работ в каждой области»